# Potez XVIII
Dimensions
Le Potez XVIII dit « AEROCAR » est un biplan trimoteur de transport français conçu en 1922.

## Historique
Le Potez XVIII est construit par la société des Aéroplanes Henry Potez. Il est transformé à  partir du Potez X B.
La structure de l'avion subit plusieurs modifications. Le train d'atterrissage migre du centre du plan inférieur de l'aile au bord d'attaque. La voilure est simplifiée et allongée. Le poste de pilotage est déplacé à l'avant et favorise un meilleur agencement de la cabine passagers. À l'intérieur, les sièges sont montés sur des rails.
Le premier vol du Potez XVIII a lieu le 5 décembre 1922. Il est présenté à la 8e exposition internationale de Paris, du 16 décembre au 2 janvier 1923. Les vols d'essais ont lieu jusqu'au printemps 1924. L'avion est acheté par l'État français mais aucune construction en série n'est arrêtée.

## Utilisateurs

### France
- Utilisateur : Potez, prototype

X B transformé en XVIII, numéro constructeur : 176
- Utilisateur : République française

X B transformé en XVIII, numéro constructeur : 176